# Zamarada dentata
Zamarada dentata là một loài bướm đêm trong họ Geometridae.